# 잇섭
잇섭(ITSub, 본명: 황용섭, 1991년 4월 10일~)은 대한민국의 IT 리뷰 유튜버이다. 2016년 대학교 4학년 2학기에 재학 중, 대학교를 휴학하고 유튜브를 시작했다. 채널 개설 이후 2019년 11월 골드 버튼을 받았으며, 2021년 11월 19일 기준 구독자 수는 200만명을 넘었다.

## 사건사고

### KT인터넷 속도 저하 사건
2021년 4월 17일 10기가 인터넷 요금제가 실제로는 100메가로 서비스되고 있었다는 사실을 유튜브 채널을 통해 폭로하였다. 잇섭은 영상에서 속도 테스트에 대한 자료를 공개했다. 이후 논란이 기사화되며 KT 사용자들이 반발한 사건이다.